# 建野郷三

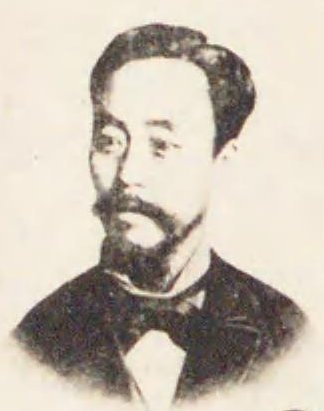
建野郷三

建野 郷三（たての ごうぞう、1842年1月12日（天保12年12月1日） - 1908年（明治41年）2月16日）は、幕末の小倉藩士、明治期の官僚・外交官・実業家。大阪府知事、元老院議官。旧名・牧野弥次左衛門。

## 経歴
豊前国京都郡延永村（現：行橋市延永）に生まれる。小倉藩士・建野建三の養子となり「郷三」と改名。第二次長州征討において長州藩との戦いに従軍した。明治3年（1870年）、イギリスに留学し法律学を学んだ。
1877年（明治10年）11月、宮内省御用掛三等侍補心得となる。以後宮内権大書記官、兼太政官権大書記官を歴任。1879年（明治12年）、グラント前米国大統領の来日に当たり接伴掛を務めた。
1880年（明治13年）5月、大阪府知事に就任し約9年間在任、在任中に大阪府と堺県の合併を実現させた。1889年（明治22年）3月16日、元老院議官に就任。1890年（明治23年）10月30日、元老院が廃止され非職となる。1891年（明治24年）1月、米国駐剳兼墨西哥駐剳特命全権公使に着任し、1894年（明治27年）7月まで在任して退官した。
その後、唐津興業鉄道社長、神戸商業会議所会頭などを務めた。

## 栄典
位階
- 1886年（明治19年）10月28日 - 従四位[2]
- 1893年（明治26年）4月11日 - 正四位[3]
- 1894年（明治27年）10月20日 - 従三位[4]

勲章等
- 1889年（明治22年）11月25日 - 大日本帝国憲法発布記念章[5]
- 1890年（明治23年）5月22日 - 日本赤十字社特別社員章[6]
- 1892年（明治25年）6月29日 - 勲三等瑞宝章[7]